# Buttafuori

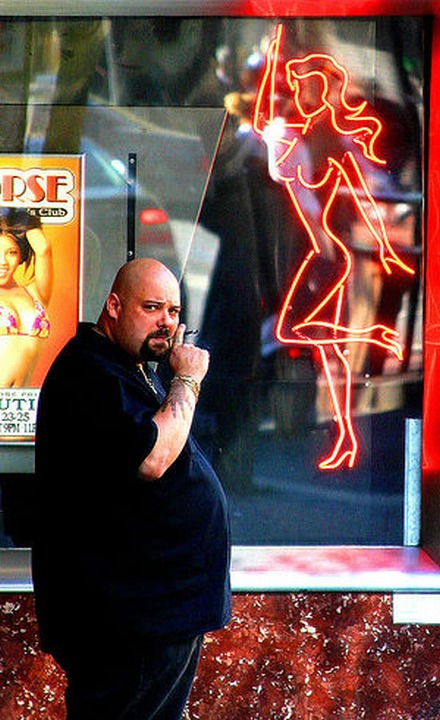
Un buttafuori davanti ad uno strip club di San Francisco, Stati Uniti.

Il termine "buttafuori" si riferisce a una persona in un bar o in un locale pubblico ha il compito di allontanare dalla sala i clienti molesti o le persone sgradite.
Si tratta dunque di un addetto alla sicurezza che viligila sull'accesso dei clienti in un locale pubblico, verificando che rispettino i requisiti. Inoltre, il buttafuori ha il compito di mantenere l'ordine e la sicurezza all'interno del locale, prevenendo e gestendo eventuali situazioni di conflitto o violenza e allontanando i soggetti molesti che disturbano la clientela.

## Storia
In riguardo al significato del buttafuori come persona posta al controllo di un'entrata le prime tracce di tale attività la si ritrova nei miti mesopotamici (ed in seguito nei miti greci), tra cui quello collegato alla figura di Nergal, il re dell'oltretomba per cui si dovevano superare i sette posti alla guardia alle porte degli Inferi.
Ai tempi dei Romani esisteva una figura simile, l'ostiario, era all'inizio uno schiavo o persona di rango inferiore a cui si dava il compito di custodire un'entrata e cacciare dall'abitazione chi non era gradito. Il termine continuò ad essere in vigore delineando però il chierico che aveva ricevuto l'ostariato, cioè il primo degli ordini minori. Prevedeva il compito di aprire e chiudere le porte della chiesa e di custodirla.
Tito Maccio Plauto, nella sua commedia Bacchidi (scritto verso la metà del III secolo a.C.), menziona una figura simile al moderno buttafuori. Fu sempre in ambito teatrale, seppur in età moderna, che il vocabolo "buttafuori" venne coniato in lingua italiana.

## Caratteristiche

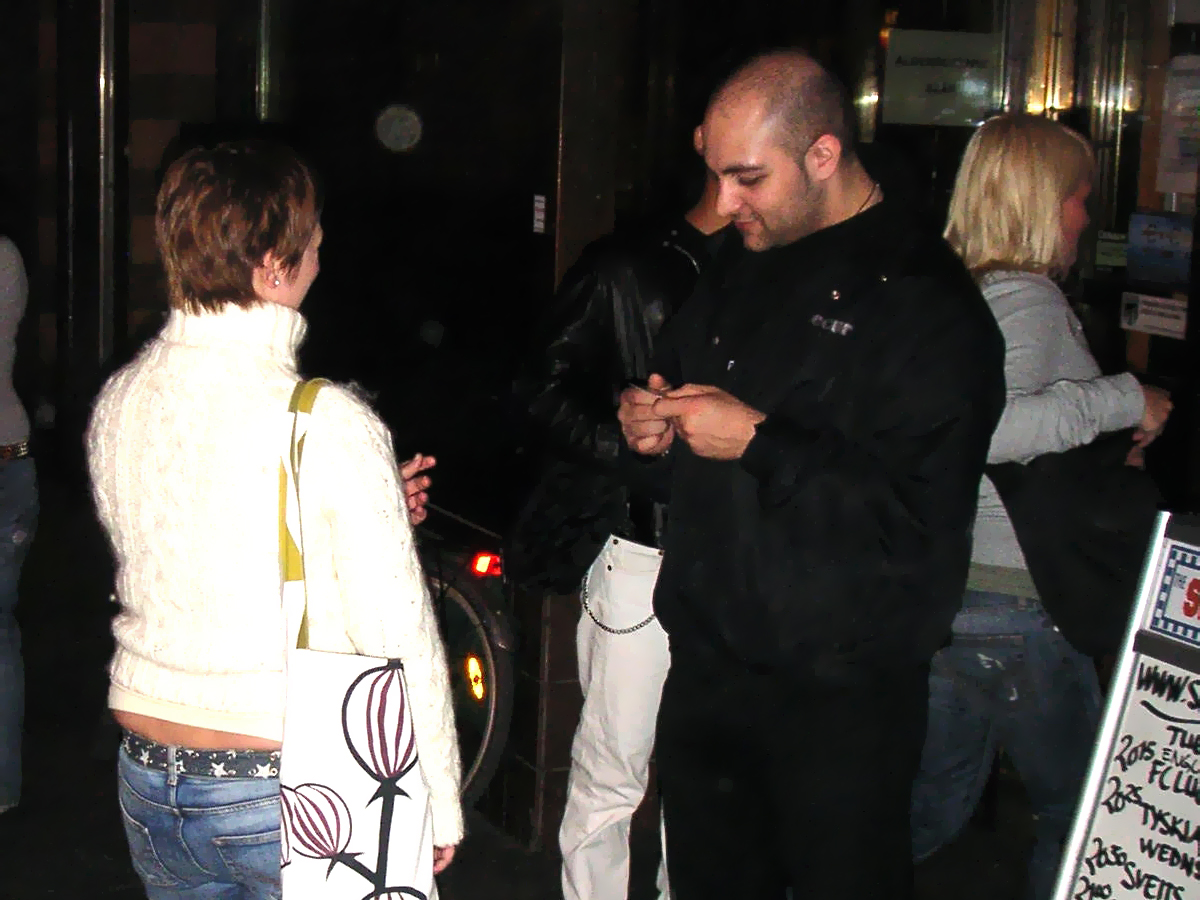
Un buttafuori in servizio ad Oslo, Norvegia.

Le funzioni di controllo svolte possono ricadere sotto specifiche tipologie: controlli preliminari, accesso e deflusso del pubblico, controlli all'interno del locale. L'attività di buttafuori riguarda generalmente i seguenti compiti:
- mantenimento dell'ordine e della sicurezza nei locali in cui l'attività viene operata.
- allontanamento di soggetti che, per stato di ubriachezza o altri motivi, risultino fonte di pericolo per l'incolumità pubblica.
- rilevamento della presenza di sostanze stupefacenti e di oggetti proibiti (armi, armi contundenti e simili) che possano arrecare danno alle persone.[6]

## Nel mondo

### Canada
In Canada per l'esercizio dell'attività è prevista formazione obbligatoria, ma in ogni caso da disciplina varia per ogni Stato federale del Canada; in Alberta è previsto un corso che deve essere ripetuto ogni cinque anni; esso ha una durata di sei ore ed è tenuto dal personale dell'agenzia governativa "Alcohol and Gaming Authority" e si conclude con un test di venti domande, per superare il quale è necessario rispondere correttamente ad almeno l'80% dei quesiti. Una disciplina simile è prevista in Ontario.

### Italia
La figura è normata dalla legge 15 luglio 2009, n. 94 che delega ad apposito decreto del Ministero dell'Interno la disciplina. È previsto il conseguimento di un'abilitazione subordinata alla frequenza ed al superamento di un apposito corso di formazione, al quale fa seguito l'iscrizione nell'albo della prefettura.
Il rapporto di lavoro è regolato da uno specifico CCNL realizzato da Associazione Italiana Sicurezza Sussidiaria denominato "Servizi di vigilanza, investigazioni, security, safety, e ausiliari alla sicurezza".

### Regno Unito
Nel Regno Unito per poter praticare l'attività è necessaria la frequentazione di un corso obbligatorio tenuto dalla "Security Industry Authority"; come requisiti sono previsti il compimento del 18º anno di età e una licenza rilasciata dalla predetta autorità; il corso ha una durata di 30 ore che termina con il superamento di quattro prove a seguito del quale viene rilasciata una licenza individuale.